# Piergiorgio Sartore
Piergiorgio Sartore (Torino, 24 febbraio 1939 – 9 gennaio 2011) è stato un calciatore italiano, di ruolo attaccante.

## Carriera
Cresciuto nella Juventus, debutta in Serie C con il Pordenone nel 1958 e, dopo il ritorno alla Juventus, nel 1961 debutta in Serie B con il Como disputando due campionati per un totale di 60 presenze e 11 reti.
Nel 1963 passa al Venezia disputando altre 31 partite nella serie cadetta, e l'anno successivo va alla Pro Patria giocando altri due anni in Serie B con 67 presenze e 18 gol, prima della retrocessione in Serie C.
Chiude la carriera da professionista con un ultimo anno in Serie B a Novara.